# 長谷川孝夫
長谷川 孝夫（はせがわ たかお、1948年（昭和23年）12月9日 - ）は、日本の政治家、教諭。元千葉県鴨川市長（2期）。

## 来歴
千葉県鴨川市粟斗に生まれる。西条小学校、西条中学校（現：鴨川市立鴨川中学校）卒業。1967年3月、千葉県立長狭高等学校卒業。1971年3月、玉川大学文学部（現：教育学部）卒業。
1971年4月、館山市立北条小学校の教諭となる。1984年4月、千葉県教育庁に入庁。1995年4月、鋸南町立佐久間小学校の校長に就任。2年後の1997年に千葉県教育庁に戻る。2005年3月31日から2012年6月2日まで、鴨川市教育委員会の教育長をつとめた。
2013年2月24日告示、3月3日投開票の鴨川市長選挙に自由民主党、公明党および連合千葉の推薦を得て無所属で出馬。無投票で初当選。同年3月13日、市長就任。
2017年の市長選で元県議の亀田郁夫（自民党推薦）に敗れた。
2021年の市長選には現職の亀田が出馬せず、亀田が支援する前千葉県道路公社理事長の吉田行伸（自民党推薦）との一騎打ちとなった。投開票の結果、吉田を下し返り咲き再選。
2024年11月26日、「若い人材も育ってきており、余力があるうちに後進に道を譲りたい」として2025年3月に予定される次期市長選挙に出馬せず、今期の任期満了を以て市長を退く意思を表明した。